# Martinuskerk (Markelo)
De Martinuskerk in Markelo, is een protestantse kerk in de Nederlandse gemeente Hof van Twente in de provincie Overijssel. De kerk was gewijd aan de patroonheilige Sint-Maarten. De middeleeuwse parochie van Markelo behoorde tot de oudste van Twente. Het gebouw is georiënteerd met de lengteas in de richting west-oost, echter met een afwijking van 17° naar het zuiden.

## Geschiedenis
In 1188 bestond er al een parochie Markelo; hiervan werd in 1224 de parochie Diepenheim afgescheiden. In de kerk werd een bloedreliek bewaard in het sacramentshuis. Van 1601 tot 1629 werden er door de Classis en Synode van Deventer verschillende pogingen ondernomen om de bedevaart naar Markelo af te schaffen, door het te verbieden en te belemmeren. Uiteindelijk liet de Classis het sacramentshuis dichtmetselen:
Den 12 Julij 1620 sijn gedeputati classis getogen om de kercken te visiteren in desen classe gelegen, ende zijn desselven daechs gecomen te Bathmen, die schole gesuijvert van Paepsche boecken. Vandaer te Markel, den afgodischen steen, waervoor de bedevaert vant genaemde heijlich bloet gedaen wort, alsoock de luchters daertoe diendende ende een geoffert wassen kint wechgeruijmt, den kerckmeester Splinter aengeseijt dat hij de kercke doen repareren, de beelden aen de want doorstrijcken ende ’t Sacramentshuijs, daer de afgoderije voor geschiet, soude doen toemetselen, t welck hij alles belooft heeft.

## Bouwgeschiedenis
De oude kerk bestond uit eenbeukig gotisch schip en een hoger veelzijdig gesloten jonger koor, smaller dan het schip. In 1840 zijn kerk en koor afgebroken en vervangen door de huidige zaalkerk in neoclassicistische stijl.
De toren die twee geledingen telt, wordt gedekt met een korte vierzijdige spits. Ze is opgemetseld in baksteen in een onregelmatig verband. Een spiltrap in de zuidmuur die veelhoekig is uitgebouwd leidt naar de eerste verdieping. De gevelvlakken van de geledingen zijn versierd met drie spitsbogen met afgeschuinde kanten. In de westgevel bevindt zich de ingang. Deze is gedekt door een korfboog en omlijst door een spitsboog. In de tweede geleding zijn galmgaten aangebracht die de indruk geven later te zijn aangebracht, waarschijnlijk na de brand van 1730, waardoor de toren lager is geworden van 35 meter naar 28 meter.

## Klokken
In de toren hangen drie klokken. De eerste met een middellijn van 117 cm met als opschrift: Casparus Konink me fecit MDCCXXXVII, de tweede met een middellijn van 131 cm, met als opschrift: Casparus Konink me fecit MDCCXXXVII Soli Deo Gloria, en de derde klok met een middellijn van 96 cm met als opschrift: Casparus Konink me fecit MDCCXXXVII.

## Doopvont
In de kerk staat een achtzijdig zandstenen doopvont met een hoogte van 103 cm. De kuip is versierd met ondiepe spitsbogen lijkend op een driepas. Het doopvont is zeer eenvoudig uitgevoerd.

## Orgel
De kerk bezit, wellicht nog als enige in Nederland, een uit 1866 daterend kerkorgel van de hand van Carl Haupt uit Ostercappeln bij Osnabrück.